# 地峡运动会
地峡运动会是古希腊泛希臘運動會之一，为纪念海神波塞冬，名字来源于举办地科林斯地峽，与尼米亞競技大會一样是在奥林匹克运动会前一年和后一年举办。